# Alkestis (dramat Eurypidesa)
Alkestis (stgr. Ἄλκηστις Alkēstis, łac. Alcestis) – grecka tragikomedia i zarazem ostatnia część tetralogii Eurypidesa, jednocześnie najstarszy z zachowanych dramatów jego autorstwa (438 p.n.e.) Utwór jest adaptacją tesalskiego mitu o Alkestis, żonie władcy Feraj Admeta.
Mąż Alkestis dzięki wstawiennictwu Apolla został uratowany od przedwczesnej śmierci, jednak aby wyrównać rachunek z zaświatami, musiał zostać wykupiony za cenę czyjegoś życia. W tej sytuacji jedyną osobą gotową do poświęcenia okazała się kochająca Alkestis. Eurypides wykorzystał tesalską opowieść do analizy problematyki małżeńskiej, a ostatnie miejsce w tetralogii, zarezerwowane tradycyjnie dla dramatu satyrowego, sprawiło, że druga część utworu zawiera wiele elementów komicznych.
Wśród dramatów Eurypidesa, szczególnie zainteresowanego tematyką małżeństwa (Ifigenia w Aulidzie, Andromacha, Orestes, Helena), jedynie Alkestis w pełni koncentruje się na nim, ponieważ jej zasadniczy temat w istocie stanowi żal za utraconym szczęściem małżeńskim.
Podczas agonu roku 438 p.n.e., w którym zwyciężył Sofokles, Eurypides zajął ze swoimi dramatami drugie miejsce.

## Mit o Alkestis i Admecie
Wątek mityczny, wokół którego zbudowano fabułę, jest stosunkowo mało znany, a dramat Eurypidesa stanowi w zasadzie jego najpełniejszy przekaz. Opowieść mogła powstać w wyniku połączenia dwóch wątków baśniowych (Tesalia z nich słynęła), o powodowanej miłością ofierze z życia i pojedynku ze śmiercią.
Historia rozpoczyna się od sporu, jaki rozgorzał pomiędzy Zeusem a Apollem o śmierć jego syna Asklepiosa. Bóg medycyny zginął, ponieważ tak udoskonalił sztukę lekarską, że zaczął wskrzeszać zmarłych. Zrozpaczony i pałający chęcią zemsty Apollo, nie mogąc wystąpić przeciwko najpotężniejszemu z bogów, w odwecie za śmierć syna zabił cyklopy, wykuwające pioruny, od których zginął Asklepios. Za ten czyn Zeus wyznaczył Apollowi karę, jaką była roczna niewola na dworze tesalskiego władcy Feraj Admeta.
Pomiędzy królem a bogiem zawiązała się jednak przyjaźń. W zamian za dobre traktowanie wdzięczny Apollo, dowiedziawszy się, że Admetowi grozi rychła śmierć, wyjednał od upojonych winem bogiń losu Mojr, możliwość wykupu przyjaciela z rąk Tanatosa (boga śmierci). Jedynym warunkiem tego targu była dobrowolna śmierć kogoś innego.
Kiedy nadszedł wyznaczony termin, okazało się, że nikt oprócz jego ukochanej Alkestis nie chciał ponieść ofiary. Władca Feraj zgodziwszy się na jej poświęcenie, dopiero po fakcie uzmysłowił sobie autentyczną cenę, jaką mu przyszło zapłacić. Osamotniony i pogrążony w rozpaczy zyskał współczucie Heraklesa (w innej wersji Persefony), który widząc nieszczęście przyjaciela, postanowił działać i siłą wydarł Tanatosowi zmierzającą w zaświaty Alkestis.

## Treść dramatu

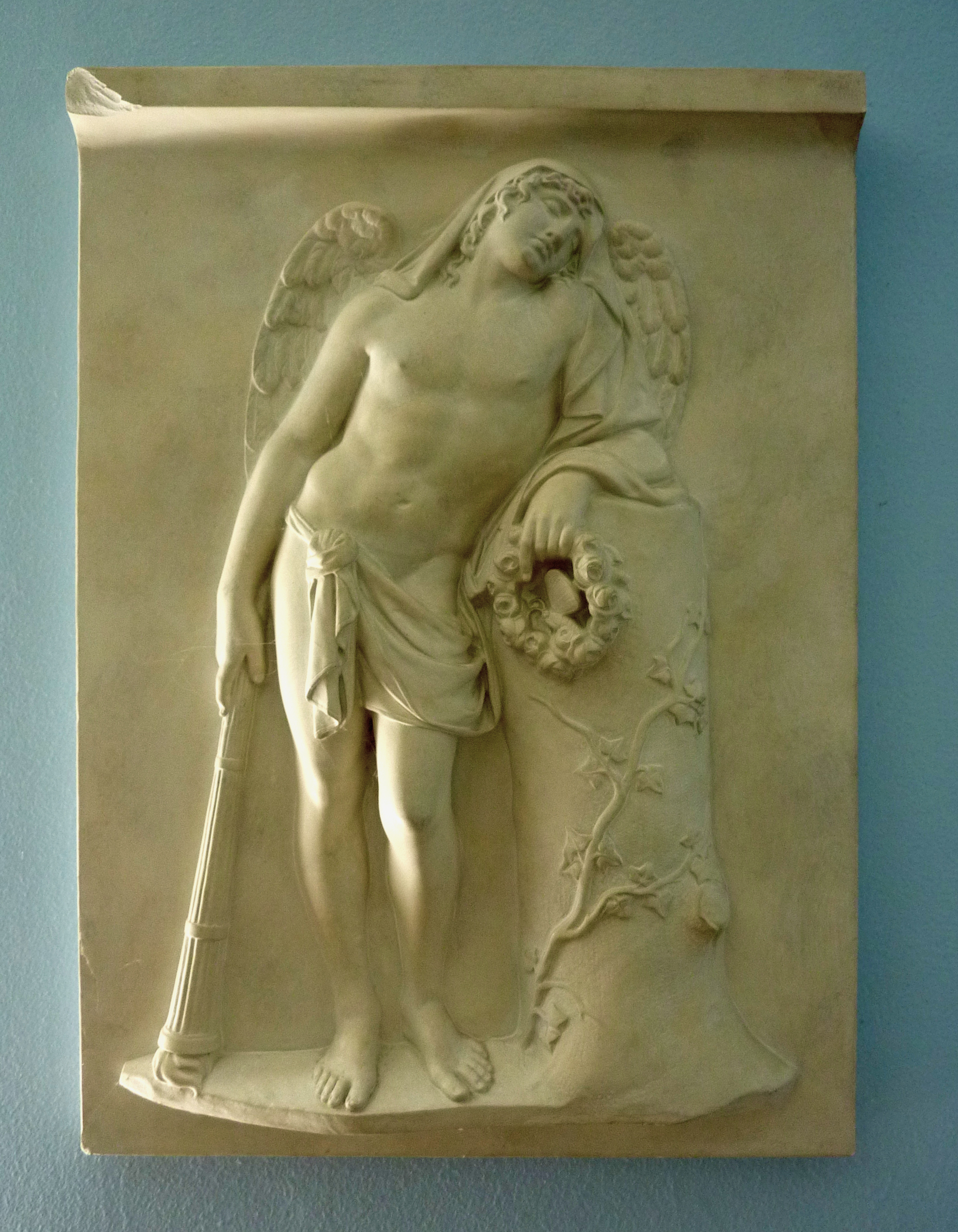
Relief przedstawiający Tanatosa

Fabuła dramatu rozwija się wokół ostatniej fazy mitycznej opowieści. Prolog został przetłumaczony na język polski przez Jana Kochanowskiego, a fragment, który stanowi rozmowę Apolla i Tanatosa (Śmierci), uchodzi za najlepsze polskie tłumaczenie greckiej tragedii w historii. Jest to zaprezentowana w formie stychomytii potyczka słowna pomiędzy bogami, w której przedstawiony zostaje zarys całej historii, a Apollo zapowiada przybycie Heraklesa.
Poprzedzony parodosem chóru epejsodion I to opowieść Służącej o ostatnich chwilach swojej pani spędzonych w kręgu rodzinnym. Jest to charakterystyczny dla starszych sztuk Eurypidesa dokładny opis postaci, poprzedzający wejście głównej bohaterki. Tematem epejsodionu II jest scena pożegnania i śmierci. Epejsodion III to pojawienie się Heraklesa, który w krótkiej wymianie zdań z chórem opowiada o swojej wyprawie po konie Diomedesa (jedna z dwunastu prac). Widząc ciało na marach nie chce przeszkadzać, jednak Admet aby nie uchybić zasadzie gościnności oszukuje przyjaciela (uczestniczyli razem w wyprawie po złote runo) zatajając tożsamość zmarłej.
Początek epejsodionu IV to obraz kłótni, jaka wybucha pomiędzy Admetem a jego ojcem Feresem. Zrozpaczony król ma pretensje do starca, że ten nie zgodził się zająć miejsca Alkestis i z tego powodu odmawia mu prawa do jej pożegnania. Ostra wymiana zdań uzmysławia Admetowi, że tak naprawdę ukochaną żonę zabił jego egoizm.
Druga część epejsodionu IV to rozmowa sługi Admeta z podpitym Heraklesem, a nielicujące z powagą sytuacji zachowanie herosa wprowadza do sztuki element komiczny. W rozmowie siłacz dowiaduje się prawdy i postanawia pomóc przyjacielowi. Jego plan jest prosty, chce wydrzeć Tanatosowi Alkestis, kiedy ten będzie pił krew ofiarną, zgodnie ze zwyczajem pozostawioną na grobie. Ostatnia część epejsodionu IV to monolog Admeta, w którym widz jest świadkiem jego powolnej przemiany.
Scena końcowa przedstawia powrót zakrytej welonem i początkowo anonimowej Alkestis. Jej korzystne z punktu widzenia fabuły milczenie tłumaczone jest, wymagającym rytualnego oczyszczenia, kontaktem ze światem zmarłych. Warto zauważyć, że w tradycji greckiej pozytywne zakończenie charakteryzowało dramaty satyrowe.

## Budowa, miejsce w tetralogii i wątki interpretacyjne
Alkestis była czwartą częścią tetralogii wystawionej przez Eurypidesa podczas agonu roku 438 p.n.e. Trzy pozostałe dramaty to niepowiązane tematycznie i niezachowane do naszych czasów Kretenki, które opowiadały o wnuczce Minosa i matce Menelaosa Aerope, Alkmeon Psoficki opowieść o zabójcy swojej matki Eryfili Alkmeonie oraz Telefos będący opowieścią o władcy Myzyjczyków, który w stroju żebraka przybywa do Argos.
Tragikomiczny charakter sztuki wynikał zapewne z tego, że Alkestis wystawiona została podczas agonu jako czwarta, a było to miejsce tradycyjnie zarezerwowane dla dramatu satyrowego. Najistotniejszym wątkiem utworu jest wiążący fabułę motyw gościnności, dzięki któremu akcja utworu rozdzielona została na trzy części, z których dwie pierwsze służą prezentacji postaci, a ostatnia stanowi ich spotkanie w scenie finałowej.
Najtrudniejszym problemem interpretacyjnym Alkestis jest bez wątpienia postawa jej męża, a ocena Admeta podzieliła badaczy. Jedni są krytyczni i widzą w nim człowieka, którego działania przekraczają granice dobrego smaku, drudzy zaś dostrzegają wysiłek autora, aby przedstawić go w roli dobrego męża. Za pierwszą z tych ocen przemawia już sam fakt przyzwolenia na egoistyczną zamianę, za drugą stoi autentyczny żal oraz przyrzeczenie umierającej żonie dozgonnej wierności. Wydaje się, że tym co tak naprawdę wpływa na ocenę władcy Feraj jest jednak stosunek badaczy do starogreckich postaw moralnych. Różnią się one od nam współczesnych, a ci z interpretatorów, którzy uwzględniają fakt, iż kształtowały się one w zgoła odmiennych warunkach, są w swoich ocenach zdecydowanie łagodniejsi. Bez wątpienia jest jednak Alkestis sztuką o miłości i poświęceniu, a wspólnie przebyte cierpienie to dla małżonków szansa na o wiele dojrzalszą relację.